# موسيقى الرقص

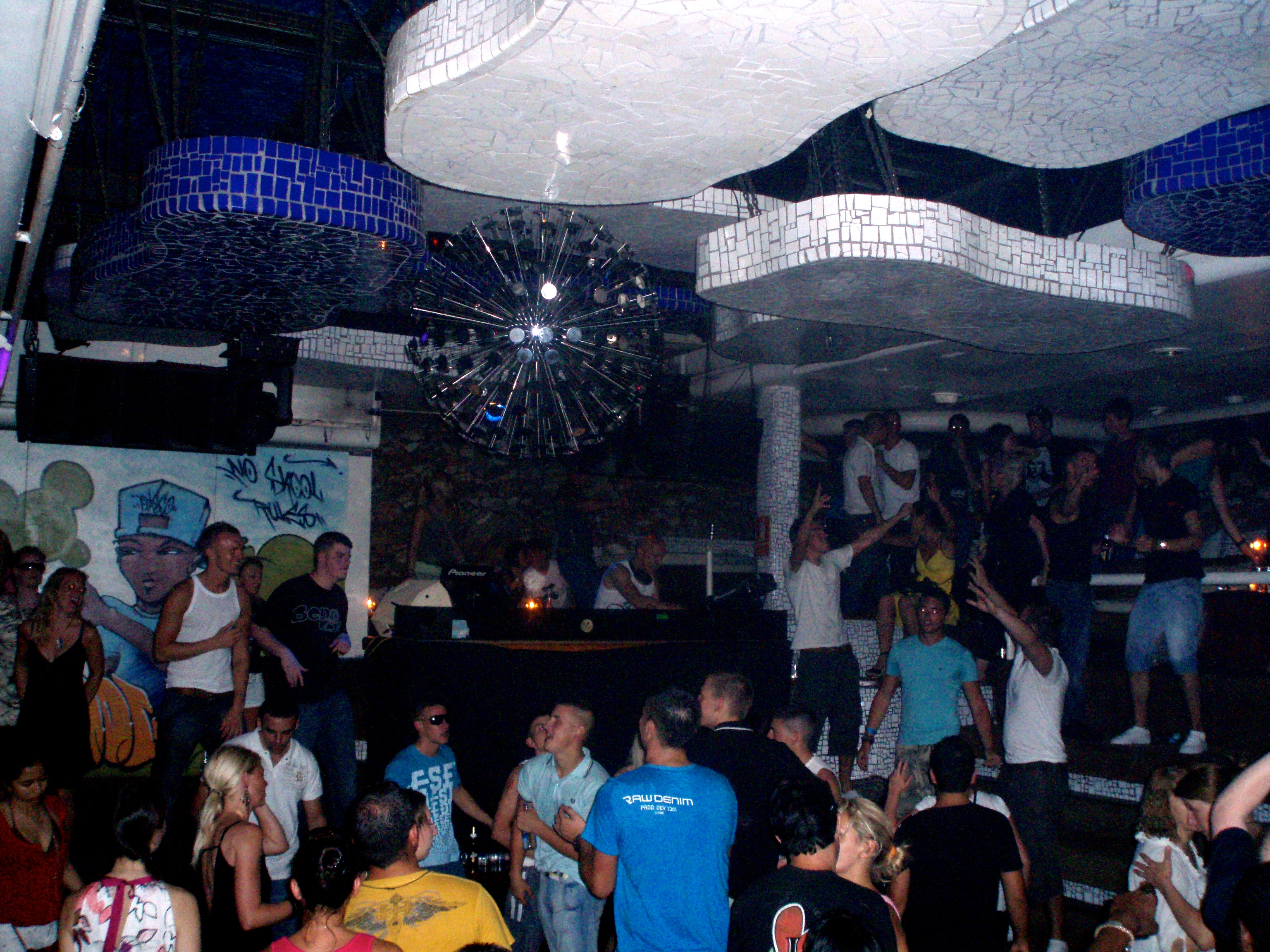
ناس يرقصون في نادي

موسيقى الرقص أو الموسيقى الراقصة (بالإنجليزية: Dance music)‏ هي إحدى أنواع الموسيقى المؤلفة خصيصًا لتترافق مع الرقص وتسهله. تأتي موسيقى الرقص كمقطوعة موسيقية كاملة أو كجزء من ترتيب موسيقي أكبر. بالنسبة إلى الأداء الموسيقي، تشمل فئات موسيقى الرقص الرئيسية موسيقى الرقص الحية وموسيقى الرقص المسجلة. يوجد العديد من البراهين على دمج الموسيقى مع الرقص في العصور القديمة (على سبيل المثال، تميزت أواني الزينة الإغريقية القديمة في بعض الأحيان بالراقصين المصاحبين للموسيقيين)، من جهة أخرى، تُعتبر موسيقى الرقص الغربية الأقدم، التي ما يزال من الممكن إعادة إنتاجها على درجة جيدة من الثقة، رقصات قديمة الطراز. في عصر الباروك، مثلت رقصات بلاط النبلاء أساليب الرقص الرئيسية (انظر رقصة الباروك). في عصر الموسيقى الكلاسيكية، استُخدمت المنويت كثيرًا كحركة ثالثة، على الرغم من عدم مصاحبتها بالرقص في هذا السياق. ظهر الفالس أيضًا في وقت لاحق من العصر الكلاسيكي. بقي كلاهما جزءًا من فترة الموسيقى الرومانسية، التي شهدت بدورها نشأة العديد من أشكال الرقص القومية المختلفة مثل الباركارول، والمازوركا، والإيكوسيز، والبالاد والبولونيز.
نشأت موسيقى الرقص الشعبية الحديثة في البداية من موسيقى الرقص الاجتماعية وموسيقى رقصة البولروم الغربية في أواخر القرن التاسع عشر. خلال أوائل القرن العشرين، انتشر رقص البولروم بين أفراد الطبقة العاملة الذين واظبوا على القدوم إلى قاعات الرقص العامة. شهدت موسيقى الرقص شعبية هائلة في عشرينيات القرن العشرين. في عصر السوينغ في ثلاثينيات القرن العشرين، أصبحت موسيقى السوينغ أكثر أنواع موسيقى الرقص شعبية في أمريكا. في خمسينيات القرن العشرين، ازدادت شعبية موسيقى الروك أند رول لتصبح الموسيقى الرائدة. شهدت أواخر الستينيات من القرن العشرين زيادة انتشار موسيقى السول والآر أند بي. استحدث سكان نيويورك ذوي الأصول الدومينيكية والكوبية رقصة السالسا الشهيرة، المستمدة من نوع السالسا الموسيقي اللاتيني، في أواخر ستينيات القرن العشرين. أدت نشأة الديسكو في أوائل سبعينيات القرن العشرين زيادة شعبية موسيقى الرقص لدى العامة. بحلول أواخر السبعينيات من القرن العشرين، تطورت الموسيقى الإلكترونية الراقصة. تُعتبر هذه الموسيقى، المصنوعة باستخدام الآلات الإلكترونية، إحدى أنواع الموسيقى الشائعة المشغلة بشكل شائع في النوادي الليلية، ومحطات الإذاعة، والعروض وحفلات الريف. نشأت أنواع فرعية عديدة من الموسيقى الإلكترونية الراقصة.